# 태안군
태안군(泰安郡)은 대한민국 충청남도 서해안 태안반도에 있는 군으로, 안면도 등 119개의 섬이 있다. 군청 소재지는 태안읍이고, 행정구역은 2읍 6면이다.
해안선은 530.8km의 길고 복잡한 리아스식 해안이며, 연안의 수심이 얕고 조차가 커서 간석지가 넓게 발달하였다. 태안해안국립공원으로 지정되어 있으며, 안면도의 꽃지해변과 천리포수목원 등 관광자원이 풍부하고, 30개의 해수욕장이 있다.
남면에는 항공종합교육시설을 갖춘 한서대학교 태안캠퍼스가 있다. 한국서부발전 본사가 있고, 기업도시로 선정되어 개발이 진행되고 있다.

## 역사
안면도의 고남면에서 발견된 10여 개의 패총(고남 패총군과 남면의 달산 패총군)은 모두 신석기 시대의 유적로 여기서 출토된 한 두 점의 구석기 유물을 제외하고는 모두 신석기 시대의 유물이었다. 이 유적과 유물들로 미루어 보아, 태안 지역에는 지금으로부터 4500~5000년경에 사람이 살기 시작한 것으로 여겨진다. 태안 지역에서 출토된 청동기 시대의 유물은 없지만, 이 시대의 대표적인 유적으로 고인돌(지석묘)이 발견되었는데, 이는 태안읍 장산리에서 7기, 그리고 고남면 고남리에서 1기 등, 모두 8기가 발견되었다.
마한 54개국 중에서 충청남도 내에 위치했던 나라는 모두 16개국이며, 이 중에서 태안에 자리한 나라는 신소도국과 고랍국인데, 신소도국은 지금의 태안읍 동문리 백화산 기슭의 샘골이며, 고랍국은 고남면 고남리에 있었다. 마한 54개국 중에서 가장 유력한 중심국은 충남 천안의 목지국 이었는데, 이 목지국의 진왕이 정치적으로 최고의 연맹장이 되어 주변 여러 나라를 통치했으며, 따라서 태안에 위치했던 신소도국은 제천 의식의 중심국 역할을 맡고 있었던 것 같다. 태안은 일찍 4세기경부터 마한의 제천의식 중심국으로서 신앙적인 소도의 종주국이었음을 추정해 볼 수 있다.
369년 근초고왕이 마한54개국을 완전 정복하여 백제국에 병합할 때, 태안에 위치했던 ‘신소도국’과 ‘고랍국’도 예외가 아니어서 백제의 판도에 편입되는데, 이때 태안은 성대혜현(省大兮懸)으로 개편된다. 백제의 성대혜현이 된 태안은 5세기 말엽부터 대륙과 통교를 하였는데, 이를 실증할 수 있는 것이 오늘날 문화재로 지정되어 관리 중에 있는 태안마애삼존불(마애삼불)이다.
290여년간 백제의 영토였던 성대혜현은 이후 신라의 영토로 편입되어 소태현(또는 소주)이라 불리며 270여년 내려 왔으나, 오늘날 신라의 문화재로 보존되어 오는 것은 매우 희소하여 석가여래좌상과 태안여상이 소장하고 있는 몇 점의 토기가 있을 뿐이다.
|                                       | Daedongyeojido (Gyujanggak) 14-06.jpg |
| Daedongyeojido (Gyujanggak) 15-06.jpg | Daedongyeojido (Gyujanggak) 15-05.jpg |

- 983년(고려 성종 2년) : 전국을 12주로 나누어 중앙에서 목사를 파견하였다. 이때의 태안은 공주목의 관할 지역이 되었다.
- 1018년(고려 현종 9년) : 태안이 지금의 홍성인 운주에 속하게 되었다.
- 1298년(충렬왕 24년) : 소태현 출신 이대순이 원나라로부터 총애를 받아 소태가 ‘태안’(泰安)으로 개칭되고, 군으로 승격하였다.
- 1914년 4월 1일 : 일제강점기 조선총독부의 군면통폐합 행정구역개편에 따라 태안군 전체가 서산군에 편입되었다.

| 조선총독부령 제111호 |                      |                                                                          |
| 구 행정구역 | 신 행정구역 (서산군) | 신 행정구역 (서산군)                                                     |
| 태안군 군내면(郡內面) 남문리/서문리 일부/옥하리 일부/동문리 일부, 남산리/금산리/산남리/통천리 일부/원동리 일부/(남면) 송아리 일부, 천월리 일부/동문리 일부/옥하리 일부, 왕산리/신대리/신곡리/반곡리, 소곶리/송암리/대평리/흑점리, 귀실리/정과리/서문리 일부/(근서면) 장산리/삼한리              | 태안면               | 남문리, 남산리, 동문리, 반곡리, 송암리, 장산리                           |
| 태안군 동일면(東一面) 도내리/상창리/북창리 일부/창평리 일부, 삭선리/해창리 일부/우평리 일부, 금암리/산후리/조곡리/오룡리/해창리 일부/우평리 일부, 어은리/탄동리/고장리/북창리 일부 | 태안면               | 도내리, 삭선리, 산후리, 어은리                                           |
| 태안군 동이면(東二面) 물중리/고일리/물상리 일부/옥항리 일부, 항동리/흥인리/역리 일부/평신리 일부/고굴리 일부/물상리 일부/(동일면) 창평리 일부/하창리, 평촌리/천월리/평신리 일부/옥항리 일부/(군내면) 천월리 일부                                                                                | 태안면               | 상옥리, 인평리, 평천리                                                   |
| 태안군 근서면(近西面) 방두리/추동리/와야리/신동리, 낭금리/접지리/우항리/마금리 일부/용요리 일부, 수창리/용요리 일부, 석전리/운동리/궁기리/안기리/후동리 일부/석동리 일부, 신대리/신흥리/석동리 일부/후동리 일부/(안흥면) 용천리                                                                 | 근흥면               | 두야리, 마금리, 수룡리, 안기리, 용신리                                   |
| 태안군 안흥면(安興面) 가의리, 안파리/황곡리/도장리/고장리, 신진리, 신기리/정산리/죽림리/성남리/성동리 | 근흥면               | 가의도리, 도황리, 신진도리, 정죽리                                       |
| 태안군 이원면(梨園面) 관동리/외동리 일부/마방리 일부, 내동리/외동리 일부, 당하리/청산리/활곡리/태곡리/마방리 일부 | 이북면               | 관리, 내리, 당산리                                                       |
| 태안군 북일면(北一面) 마산리/사증리/중리리/하리리/태포리 일부, 장작리/사창리/태포리 일부, 내청산리/외청산리/흑점리/이화리/갈두리 일부, 굴향리/내포리/외포리/(이원면) 분지리 | 이북면               | 마산리, 사창리, 청산리, 포지리                                           |
| 태안군 북이면(北二面) 동해리/거로리/(원이면) 원동리 일부, 반계리/상계리/상리리/정포리 일부, 방축리/귀갈리/민어포리, 신두리/수철리/두응리/정포리 일부, 산리리/연곡리/송곡리, 황곡리/항촌리 | 원북면               | 동해리, 반계리, 방갈리, 신두리, 이곡리, 황촌리                           |
| 태안군 원이면(遠二面) 대기리/대정리/소정리/안파리/신안리/신사리/석우리/저곡리/(북일면) 월은리/저곡리/보평리/갈두리 일부, 흑점리/풍천리/삼계리/산저리/정이리/양산리/양계리/인동리 일부/삼봉리 일부, 송우리/내동리/고현리/장대리/삼봉리 일부/석문리 일부/인동리 일부, 영전리/상리/(소근면) 중미리 | 원북면               | 대기리, 양산리, 장대리                                                   |
| 태안군 원이면(遠二面) 대기리/대정리/소정리/안파리/신안리/신사리/석우리/저곡리/(북일면) 월은리/저곡리/보평리/갈두리 일부, 흑점리/풍천리/삼계리/산저리/정이리/양산리/양계리/인동리 일부/삼봉리 일부, 송우리/내동리/고현리/장대리/삼봉리 일부/석문리 일부/인동리 일부, 영전리/상리/(소근면) 중미리 | 소원면               | 영전리                                                                   |
| 태안군 원일면(遠一面) | 소원면               | 모항리, 법산리, 송현리, 신덕리, 파도리, 시목리                           |
| 태안군 소근면(所斤面) | 소원면               | 소근리, 의항리                                                           |
| 태안군 안상면(安上面) | 안면면               | 간월도리, 승언리, 정당리, 죽도리, 창기리, 황도리                         |
| 태안군 안하면(安下面) | 안면면               | 고남리, 누동리, 신야리, 장곡리, 중장리                                   |
| 태안군 남면(南面) 거아도리, 대산리/달곶리 일부/외잠리 일부, 대암리/당산리 일부/신성리 일부, 동산리/몽대리 일부/신월리 일부, 거온리/웅도리/신성리 일부, 장내리/몽대리 일부/달곶리 일부/신월리 일부, 내잠리/잠곡리/외잠리 일부, 원청리/당산리 일부, 진벌리/송아리 일부/(군내면) 원동리 일부       | 남면                 | 거아도리, 달산리, 당암리, 몽산리, 신온리, 신장리, 양잠리, 원청리, 진산리 |
- 1973년 7월 1일 : 태안면이 태안읍으로 승격하였다.[2]

| 대통령령 제10050호           |             |
| 구 행정구역                  | 신 행정구역 |
| 서산군 태안면 일원           | 태안읍 일원 |
| 대통령령 6542호              |             |
| 구 행정구역                  | 신 행정구역 |
| 서산군 이북면 마산리, 청산리 | 원북면 일부 |
| 서산군 안면면 간월도리       | 부석면 일부 |

- 1986년 4월 1일 대통령령 제11974호에 따라 안면읍 고남출장소가 고남면으로 승격하였다.
- 1987년 1월 1일 이북면이 이원면으로 바뀌었다.
- 1989년 1월 1일 : 서산군 태안읍·안면읍·고남면·남면·근흥면·소원면·원북면·이원면 일원을 관할로 태안군이 설치되었다.[3] 단 안면읍 죽도리는 홍성군에 편입하였다.

## 지리
태안군은 한반도의 중부지역인 서해안이 태안반도 중앙부에 위치하고 있다. 태안군은 동쪽만 서산시와 육지로 이어져 있고, 서남북의 3면 모두 바다에 둘러 싸인 반도이다. 동쪽으로는 서산시, 서쪽으로는 서해, 남쪽으로는 보령군의 원산도를 마주보고 있으며, 그리고 북쪽으로 경기도의 덕적군도를 바라보고 있다. 동쪽으로 접하고 있는 서산시는 내륙으로 연결되는 육상교통의 유일한 관문이며, 서쪽은 서해로 315km 나가면 중국의 산둥반도에 이르게 되는데, 일찍 대륙 문화가 이 서해를 통해 태안반도에 들어왔다.
태안군의 동쪽 끝은 126° 26’로 태안읍 인평리이고 서쪽 끝은 126° 25’로 근흥면 신진도리의 격렬비열도이다. 그리고 북단은 북위 36° 58’으로 이원면 내리이며, 남단은 36° 23’으로 고남면 고남리이다. 태안군은 동쪽을 제외하고는 3면이 모두 바다로 둘러싸인 반도로써 국내 유일한 해안국립공원이 위치하고 있는 지역으로 해안선의 길이가 530.8km이며 곳곳마다 절경을 이루고 있고, 또한 120개의 크고작은 섬들이 분포되어 있다. 내륙은 저산성 구릉지로서 많은 산지가 개간지로 개발되어 논과 밭으로 이용되고 있고 리아스식 해안은 만곡이 심하여 간척지가 잘 개발되어 있다. 태안군은 안면도 천연송림과 아름다운 해안을 있는 30여개의 해수욕장과 전설을 간직한 수많은 섬들로 이루어져 있다.

## 행정 구역
태안군의 행정 구역은 2읍, 6면, 65개의 법정리로 구성되어 있다. 태안군의 면적은 504.99 km2이며, 인구는 2016년 5월 31일을 기준으로 30,160세대, 63,520명으로, 인구의 43.8%가 태안읍에, 14.8%가 안면읍에 거주하여 읍 지역에만 전체의 59%에 달하는 인구가 거주하고 있다. 1970년에는 현재의 태안군 일대에 거주하는 주민수가 10만5120명에 달하였다.
| 읍면   | 한자   | 세대   | 인구   | 면적   | 지도 |
| ------ | ------ | ------ | ------ | ------ | ---- |
| 태안읍 | 泰安邑 | 12,409 | 28,807 | 87.63  |      |
| 안면읍 | 安眠邑 | 4,732  | 9,278  | 91.49  |      |
| 고남면 | 古南面 | 1,336  | 2,590  | 27.80  |      |
| 남면   | 南面   | 2,264  | 4,599  | 60.65  |      |
| 근흥면 | 近興面 | 2,958  | 5,714  | 52.97  |      |
| 소원면 | 所遠面 | 2,867  | 5,651  | 69.36  |      |
| 원북면 | 遠北面 | 2,379  | 5,002  | 74.14  |      |
| 이원면 | 梨園面 | 1,213  | 2,380  | 40.95  |      |
| 태안군 | 泰安郡 | 30,160 | 63,520 | 504.99 |      |

## 군청
- 현재 태안군의 군청은 충청남도 태안군 태안읍에 위치하고 있다.

## 인구
- 태안군(에 해당하는 지역)의 연도별 인구 추이[7]

| 연도   | 총인구    |  |
| ------ | --------- |  |
| 1960년 | 89,095명  |  |
| 1970년 | 100,830명 |  |
| 1975년 | 107,736명 |  |
| 1980년 | 98,658명  |  |
| 1985년 | 93,788명  |  |
| 1990년 | 83,493명  |  |
| 1995년 | 62,566명  |  |
| 2000년 | 65,928명  |  |
| 2005년 | 58,739명  |  |
| 2010년 | 53,888명  |  |
| 2015년 | 59,723명  |  |
| 2017년 | 61,170명  |  |

## 산업
태안농공단지는 태안읍 삭선리에 위치한 79,625m2의 산업단지이다. 입주업체의 인력난 해소를 군에서 적극적으로 지원하며, 시설(8억), 운전자금(3억) 이외 공장가동후 추가 정책자금도 알선 지원한다. 인근 대산항을 통하여 연간 화물 200만톤 규모로 수출입이 가능하고, 저렴한 토지가격으로 기업의 경쟁력 강화가 수월하며 적극적으로 행정력을 동원 지원하고 있다. 또한 13억 인구의 중국과 최단거리 위치로 교역의 중심지 역할을 수행하게 될 요충지로 육성하고 있다.

### 농업
태안군은 농특산물 공동브랜드 《꽃다지》를 이용하고 있으며, 쌀, 육쪽마늘, 고추, 고구마, 사과, 화훼류, 생강, 포도, 가공류, 바닷물 절임배추에 적용을 하고 있다. 또한 축산에도 《쇠고기 이력제》를 시행하여 안전하고 신뢰를 받을 수 있는 한우 제공에 노력하고 있다.

### 관내 어항
- 국가어항: 모항항, 안흥항
- 지방어항: 구매항, 몽산포항
- 어촌정주어항: 가경주항, 개목항, 당암항, 대야도항, 만대항, 연포항, 의점포항, 정산포항, 청산항, 탄개포항, 황골항, 황도항, 황포항

### 특산물
- 태안육쪽마늘
- 까나리액젓
- 안면도고추
- 느타리버섯
- 해옥[11]
- 송하소금

### 지역내 총생산
태안군의 2012년 지역내 총생산은 3조 9,712억원으로 충청남도 지역 내 총생산의 1.4%를 차지하고 있다. 이 중 농림어업(1차 산업)은 3,277억원으로 8.3%의 비중을 차지하고, 광업 및 제조업(2차 산업)은 573억원으로 1.44%의 비중으로 차지하고 상업 및 서비스업(3차 산업)은 3조 5,863억원으로 90.31%의 비중을 차지한다. 3차 산업 부문에서는 전기, 가스, 증기 및 수도사업(54.6%)과 건설업(6.3%), 공공행정(4.74%)과 숙박 및 음식점업(3.5%)이 큰 비중을 차지하고 있다.

### 산업별 종사자 현황
2014년 태안군 산업의 총종사자 수는 19,087명으로 충청남도 총 종사자수의 2.3%를 차지하고있다. 이중 농림어업(1차 산업)은 38명으로 비중이 낮고 광업 및 제조업(2차 산업)은 815명으로 4.3%의 비중으로 차지하고 상업 및 서비스업(3차 산업)은 18,218으로 95.4%의 비중을 차지한다. 2차 산업은 충청남도 전체의 비중(32.8%)보다 낮고 3차 산업은 충청남도 전체비중(66.7%)보다 높다. 3차 산업 부문에서는 숙박 및 음식점업(22.8%), 도소매업(16.1%)과 건설업(9.3%), 문화 및 기타 서비스업(9.2%) 이 큰 비중을 차지하고있다.

### 상주인구와 주간인구
태안군의 2010년 기준 상주인구는 53,063명이고 주간인구는 55,621명으로 주간인구지수가 105로 높다. 통근으로 인한 유입인구는 2,907명, 유출인구는 690명이고, 통학으로 인한 유입인구는 487명, 유출인구는 146명으로 전체 유입인구가 2,558명 더 많은데, 이는 충청남도 대부분의 지역에 공통적으로 나타나는 현상이다.

## 교통
- 국도 제32호선 (태안 ~ 대전선) : 태안 ~ 서산 ~ 당진 ~ 예산 ~ 공주 ~ 대전
- 국도 제77호선

- 충청남도 태안군 고남면 안면도 영목항에서 보령시 대천항 사이 총연장 14km를 해상으로 잇는 원산안면대교가 완공되며 보령시 오천면 원산도와 태안군 고남면을 더 빨리 이동 할 수 있다

### 버스
- 농어촌버스 : 태안군의 농어촌버스
- 시외버스 : 태안시외버스터미널, 안면버스터미널

## 교육
- 충청남도태안교육지원청 (태안읍)

### 대학교
- 한서대학교 태안캠퍼스 - 한서대학교 항공학부가 위치해 있으며, 길이 1.18km, 폭25m의 활주로 1본 및 관제시설을 포함한 태안비행장을 갖추고 있다. 세스나 C172SP(자가용, 사업용 및 계기한정 훈련용) 23기, Seminole PA-44(다발엔진 훈련용) 2기, Kingair C90GT 1기(터보프롭 및 다발엔진 훈련용), 세스나 Citation CJ1+ 1기(제트 형식한정 훈련용), SOC AT-4 LSA 4기(경량항공기 훈련용), EXTRA 330LT 1기(비정상자세 회복 훈련용), Enstrom 480B 2기(헬리콥터 자가용 훈련용), Beechcraft 1900D 2기(항공기사용사업용) 등으로 운항실습을 한다. 국가 지정 전문교육기관으로 한서대학교 비행교육원, 항공교통관제교육원, 항공기술교육원을 보유하고 있다.

### 고등학교
- 만리포고등학교
- 안면고등학교
- 태안고등학교
- 태안여자고등학교

### 중학교
- 근흥중학교
- 남면중학교
- 만리포중학교
- 안면중학교
- 원이중학교
- 태안여자중학교
- 태안중학교

### 초등학교
- 태안초등학교
- 백화초등학교
- 송암초등학교
- 화동초등학교
- 안면초등학교
- 방포초등학교
- 안중초등학교
- 창기초등학교
- 고남초등학교
- 남면초등학교
- 삼성초등학교
- 근흥초등학교
- 안흥초등학교
- 안흥초등학교 신진도분교장
- 소원초등학교
- 모항초등학교
- 시목초등학교
- 원북초등학교
- 대기초등학교
- 이원초등학교

## 주요 기관
- 태안해양경비안전서
- 태안소방서

## 관광
- 안면도
- 태안해안국립공원
- 태안 내파수도 해안지형
- 안면도쥬라기공원
- 신두리 해안사구

### 해수욕장

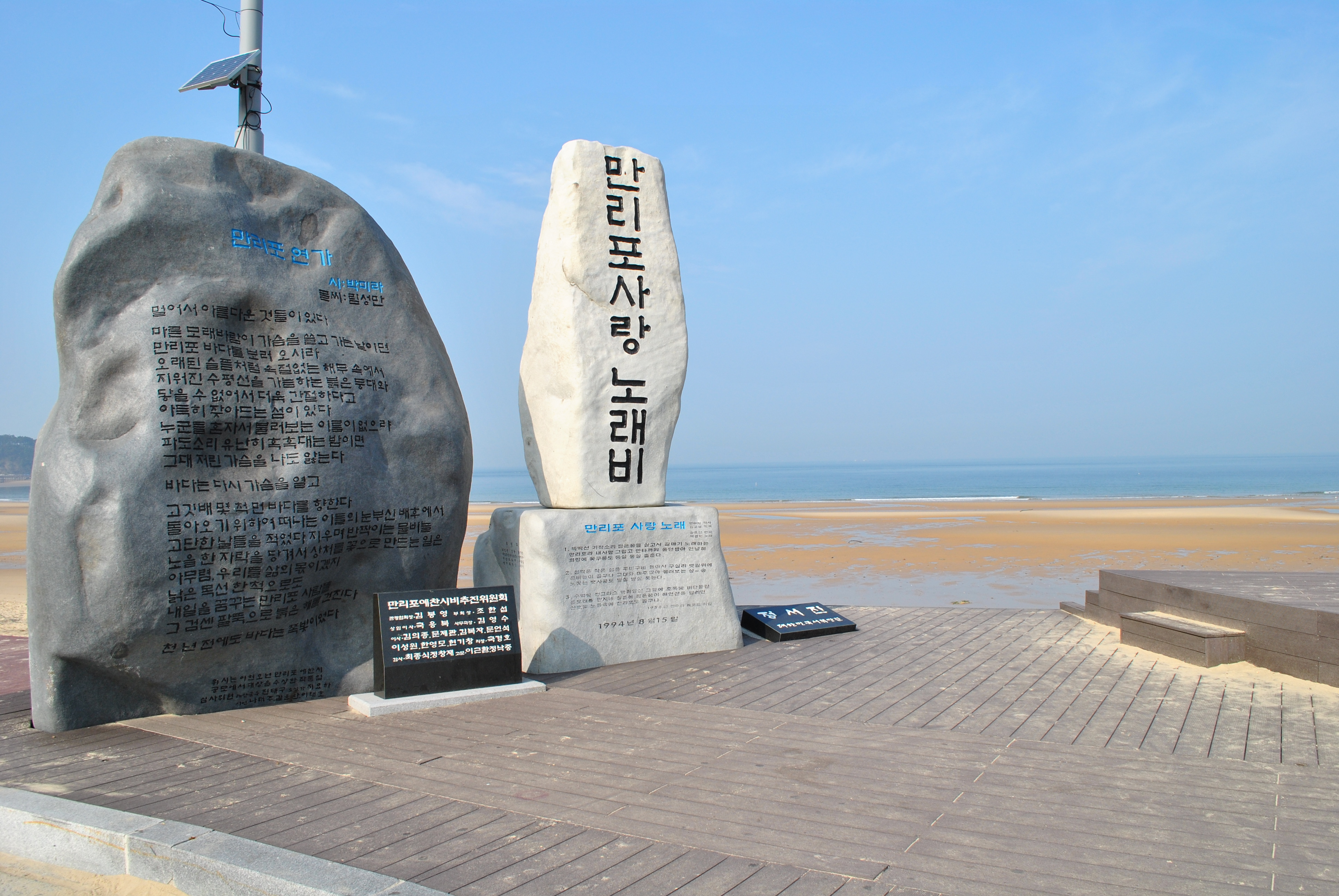
만리포 해수욕장

- 갈음이 해수욕장 : 충청남도 태안군 근흥면 정죽리 산147-46 (마을)
- 곰섬 해수욕장 : 충청남도 태안군 남면 신온리 903-13 (마을)
- 구례포 해수욕장 : 충청남도 태안군 원북면 황촌리 810-6 (마을)
- 구름포 해수욕장 : 충청남도 태안군 소원면 의항리 157 (마을)
- 기지포 해수욕장 : 충청남도 태안군 안면읍 창기리 560-1 (마을)
- 꽃지 해수욕장 : 충청남도 태안군 안면읍 승언리 산29-100 (일반)
- 꾸지나무골 해수욕장 : 충청남도 태안군 이원면 내리 498-1 (마을)
- 달산포 해수욕장 : 충청남도 태안군 남면 달산리 995-16 (마을)
- 두여 해수욕장 : 충청남도 태안군 안면읍 승언리 산12-1 (마을)
- 마검포 해수욕장 : 충청남도 태안군 남면 신온리 2-1 (마을)
- 만리포 해수욕장 : 충청남도 태안군 소원면 모항리 1325-52 (일반)
- 몽산포 해수욕장 : 충청남도 태안군 남면 신장리 353-58 (일반)
- 바람아래 해수욕장 : 충청남도 태안군 고남면 장곡리 422-44 (마을)
- 밧개 해수욕장 : 충청남도 태안군 안면읍 승언리 1831-3 (마을)
- 방주골 해수욕장 : 충청남도 태안군 소원면 의항리 산83 (마을)
- 방포 해수욕장 : 충청남도 태안군 안면읍 승언리 산18-459 (마을)
- 백사장 해수욕장 : 충청남도 태안군 안면읍 창기리 1269-135 (마을)
- 사목 해수욕장 : 충청남도 태안군 이원면 내리 739-3 (마을)
- 삼봉 해수욕장 : 충청남도 태안군 안면읍 창기리 1304-3 (일반)
- 샛별 해수욕장 : 충청남도 태안군 안면읍 신야리 산19-1 (마을)
- 신두리 해수욕장 : 충청남도 태안군 원북면 신두리 1414-26 (마을)
- 안면 해수욕장 : 충청남도 태안군 안면읍 정당리 산28-55 (마을)
- 어은돌 해수욕장 : 충청남도 태안군 소원면 모항리 1097-18 (마을)
- 연포 해수욕장 : 충청남도 태안군 근흥면 도황리 1526-170 (일반)
- 의항 해수욕장 : 충청남도 태안군 소원면 의항리 산81-1 (마을)
- 장돌 해수욕장 : 충청남도 태안군 고남면 장곡리 493-2 (마을)
- 장삼 해수욕장 : 충청남도 태안군 고남면 장곡리 603-1 (마을)
- 천리포 해수욕장 : 충청남도 태안군 소원면 의항리 978-2 (마을)
- 청포대 해수욕장 : 충청남도 태안군 남면 원청리 512-3 (마을)
- 통개 해수욕장 : 충청남도 태안군 소원면 파도리 130-22 (마을)
- 파도리 해수욕장 : 충청남도 태안군 소원면 파도리 595-1 (마을)
- 학암포 해수욕장 : 충청남도 태안군 원북면 방갈리 515-121 (일반)

## 사건
- 2007년 서해안 원유 유출 사고
- 태안 사설 해병대 캠프 실종 사고
- 태안 고파도 전복 선박 사고

## 자매 도시
- 대한민국 서울특별시 서초구
- 대한민국 경상남도 고성군
- 대한민국 충청북도 제천시
- 대한민국 경기도 광명시
- 미국 위스콘신주 밀워키
- 대한민국 경기도 수원시
- 중국 산둥성 타이안 시